# Харба-Атах
Харба-Атах (рос. Харба-Атах) — село у Мегіно-Кангалаському улусі Республіки Сахи Російської Федерації.
Населення становить 18 осіб. Орган місцевого самоврядування — Хоробутський наслег.

## Історія
Згідно із законом від 30 листопада 2004 року органом місцевого самоврядування є Хоробутський наслег.

## Населення
| 2002 | 2010 |
| ---- | ---- |
| 20   | ↘18  |